# FK Senica
Az FK Senica egy labdarúgócsapat Szenicében, Szlovákiában. A klubot 1921-ben alapították. Jelenleg a szlovák labdarúgó-bajnokság első osztályában szerepel.

## Története

### A negyedosztálytól egészen az első osztályig
A 2008/09-es idényben még a 4. vonalban szerepeltek, de rá egy évre egyesültek az Inter Bratislava együttesével. A játékosok az Interből érkeztek és Inter Bratislava néven kezdték meg a szereplésüket, bár ez sok vitát szült a szlovák labdarúgó-szövetséggel és végül megváltoztatták a csapat nevét FK Senica-ra.

### Az egyesület nevei
A klub fennállása során több alkalommal is nevet változtatott. Ezek a következők voltak:
1. 1921 - Železná únia Senica
2. 1928 - AC Senica
3. 1934 - FC Senica
4. 1946 - Sokol Chemické závody (ChZ)
5. 1969 - TJ SH Senica
6. 2002 - FK SH Senica (merged with FK 96 Ress Častkov)
7. 2008 - present - FK Senica

### Az FK Senica nemzetközi kupamérkőzései
| Idény     | Kupa        | Forduló      | Nemzet   | Ellenfél             | Eredmény |
| --------- | ----------- | ------------ | -------- | -------------------- | -------- |
| 2011–2012 | Európa-liga | harmadik kör | Ausztria | FC Red Bull Salzburg | 0-3, 0-1 |

## Játékoskeret
| #  |            | Poszt | Név            |
| -- | ---------- | ----- | -------------- |
| 1  | SVK        | K     | Michal Šulla   |
| 2  | CZE        | KP    | Tomáš Strnad   |
| 3  | SVK        | V     | Ján Gajdošík   |
| 4  | CZE        | V     | Petr Pavlík    |
| 5  | Costa Rica | V     | Pedro Leal     |
| 6  | SVK        | KP    | Tomáš Kóňa     |
| 7  | CZE        | KP    | Jiří Valenta   |
| 8  | RSA        | KP    | Bridget Motha  |
| 9  | SVK        | KP    | Martin Ďurica  |
| 11 | CZE        | CS    | Petr Hošek     |
| 12 | NED        | KP    | Stef Wijlaars  |
| 14 | CZE        | CS    | Jaroslav Diviš |
| 15 | SVK        | V     | Ivan Hladík    |

| #  |     | Poszt | Név                       |
| -- | --- | ----- | ------------------------- |
| 16 | ARG | V     | Nicolas Ezequiel Gorosito |
| 17 | SVK | V     | Róbert Pillár             |
| 18 | SVK | K     | Pavel Kamesch             |
| 19 | CZE | CS    | Jan Kalabiška             |
| 20 | BRA | CS    | Bolinha                   |
| 22 | CZE | CS    | Karel Kroupa              |
| 23 | SVK | V     | Juraj Križko              |
| 25 | CZE | V     | Petr Šíma                 |
| 26 | CZE | K     | Petr Bolek                |
| 33 | SVK | CS    | Juraj Piroska             |
|    | SVK | V     | Oliver Janso              |
|    | SVK | CS    | Michal Vilkovský          |